# Giết con chim nhại
Giết con chim nhại (nguyên tác tiếng Anh: To Kill a Mockingbird) là cuốn tiểu thuyết của Harper Lee; đây là cuốn tiểu thuyết rất được yêu chuộng, thuộc loại bán chạy nhất thế giới với hơn 10 triệu bản. Cuốn tiểu thuyết được xuất bản vào năm 1960 và đã giành được giải Pulitzer cho tác phẩm hư cấu năm 1961. Nội dung tiểu thuyết dựa vào cuộc đời của nhiều bạn bè và họ hàng tác giả, nhưng tên nhân vật đã được thay đổi. Tác giả cho biết hình mẫu nhân vật Jean Louise "Scout" Finch, người dẫn truyện, được xây dựng dựa vào chính bản thân mình.

## Giới thiệu
Giết con chim nhại lấy bối cảnh tại Alabama, một tiểu bang miền Nam rất nặng tình trạng phân biệt chủng tộc và được viết trong thời gian mà phong trào đấu tranh của những người da màu, nhất là của Martin Luther King, Jr., đang lan rộng tới tầm cỡ quốc gia. Rõ nhất là vụ Tẩy chay xe buýt ở Mongomery, Alabama; kéo dài từ tháng 12 năm 1955 đến tháng 12 năm 1956, với kết quả là một phán quyết của Tối cao pháp viện tuyên bố các luật phân cách chỗ ngồi trên xe buýt theo màu da được áp dụng ở Montgomery và cả Alabama là vi hiến. Nên không ngạc nhiên gì khi chủ đề lớn của tác phẩm là vấn đề phân biệt chủng tộc.
Không dừng lại ở đó, tác phẩm mở rộng và đề cập đến những thành kiến khác của con người, những thứ vốn là nền tảng dẫn tới thói đạo đức giả, bất công xã hội, và nhiều tệ nạn khác. Tất cả được mô tả qua cái nhìn của Jean Louse Finch, biệt danh Scout, một bé gái trong những năm đầu của bậc tiểu học. Việc chọn một em bé làm người dẫn chuyện giúp tác giả có thể đề cập tới những điều được xã hội quanh em mặc nhiên công nhận là hợp lý, đương nhiên, hoặc không thể thay đổi. Khi nhìn thấy những hiện tượng đó, và so sánh với những giá trị đạo đức được bố em dạy bảo, hoặc chỉ đơn thuần kể lại sự vụ, em có thể cho người đọc thấy khía cạnh phi nhân trong xã hội.
Giết con chim nhại là một tiểu thuyết viết về trẻ con nhưng không độc giả nào nghĩ mình đang đọc sách thiếu nhi vì những vấn đề nó đặt ra là quá lớn ngoài khả năng giải quyết của cá nhân. Nhưng tất yếu mỗi người phải góp phần vào cuộc chiến chống bất công và thành kiến này, như Atticus nói, "cho dù chúng ta đã bị đánh bại một trăm năm trước khi chúng ta bắt đầu thì đó cũng đâu phải là lý do khiến chúng ta không cố thắng" khi ông quyết tâm bào chữa cho Tom Robinson dù biết chắc là mình sẽ thua kiện.
Giết con chim nhại là một câu chuyện bao gồm nhiều mô-típ, như sự ích kỷ, sự thù hận, lòng dũng cảm, sự kiêu hãnh, định kiến, và các giai đoạn trong cuộc đời, đặt trong bối cảnh cuộc sống miền Nam Hoa Kỳ. Cuốn tiểu thuyết đã được đạo diễn Robert Mulligan dựng thành phim với kịch bản do Horton Foote viết vào năm 1962. Cho tới nay, cuốn tiểu thuyết này là tác phẩm được xuất bản duy nhất của Harper Lee.

## Tóm tắt truyện
Câu chuyện diễn ra trong 3 năm của cuộc Đại suy thoái tại Mỹ, ở một "thị trấn cổ chán ngắt" Maycomb, tiểu bang Alabama. Nhân vật dẫn chuyện, cô bé Scout Finch 6 tuổi, sống với anh trai Jem và người cha Atticus, một luật sư tuổi trung niên. Một mùa hè nọ, Jem và Scout kết bạn với một cậu bé tên Dill khi Dill đến chơi với dì mình ở Maycomb vào mùa hè. Ba đứa trẻ cảm thấy vừa sợ vừa hứng thú về người hàng xóm "Boo" Radley, sống ẩn dật trong một ngôi nhà kế bên trong suốt nhiều năm mà không hề ra ngoài khi trời còn sáng. Những người lớn ở Maycomb thường dè dặt khi nói về Boo và trong nhiều năm rồi không ai thấy ông ta. Bọn trẻ bổ sung vào trí tưởng tượng của mình những lời đồn đại xung quanh bề ngoài của ông và nguyên nhân mà ông phải trốn tránh, trong đó trứ danh nhất là anh ta đã đâm vào chân cha đẻ của mình trong một cơn nóng giận, rằng anh ta lẻn ra khỏi nhà hàng đêm, ăn thịt mèo, sóc và rình mò xung quanh nhà hàng xóm.
Mùa thu năm ấy Scout đến trường lần đầu tiên. Ngày đi học đầu tiên của cô trôi qua không hề yên ả chút nào, nhưng từ đó độc giả biết đến gia đình Ewell qua một bạn học cùng lớp với cô, là con của ông Bob Ewell, một người có tiếng nghiện ngập, vô công rồi nghề và nghèo khó, ông ta có một túp lều trên bãi rác của thị trấn. Trên đường về nhà, cô bé và Jem tìm thấy mấy món quà dành cho họ, để trong một hốc cây trên mảnh đất của nhà Radley. Mùa hè năm sau, Dill quay lại. Cùng cậu, Scout và Jem bắt đầu trêu chọc anh chàng Boo Radley, nhưng ông Atticus bắt bọn trẻ phải thôi mấy trò nghịch ngợm ấy lại. Ông nhắc lũ trẻ phải thông cảm với người khác trước khi phán xét họ.
Tuy nhiên, trong đêm cuối cùng Dill còn ở thị trấn Maycomb mùa hè năm đó, ba đứa trẻ lẻn vào mảnh đất nhà Radley. Lũ trẻ bị bắt gặp, bị Nathan Radley bắn chỉ thiên dọa làm chúng hoảng hồn. Jem trong lúc chạy trốn làm mất cả quần, khi cậu quay trở lại để nhặt nó, cậu thấy cái quần đã được vá lại và treo trên hàng rào. Mùa đông năm ấy, Jem và Scout lại tìm thấy mấy món quà trên cái cây, dường như được Boo để ở đó cho chúng. Anh trai Nathan của Boo nói là cái cây "bị bệnh" nên dùng xi-măng trám cái hốc cây lại, nhưng khi lũ trẻ hỏi ông Atticus thì ông lại bảo là cái cây ấy chẳng có vấn đề gì cả. Jem buồn lắm, vì hiểu rằng mối liên hệ đầu tiên của chúng với Boo Radley thế là đã bị cắt đứt. Scout vì còn bé quá, nên chỉ nghĩ đơn giản là từ giờ sẽ không còn các món quà nữa.
Người cha Atticus được phiên tòa chỉ định biện hộ cho một người đàn ông da đen tên là Tom Robinson, người bị buộc tội hãm hiếp Mayella Ewell, một cô gái người da trắng. Dù cho nhiều cư dân của Maycomb chống đối thế nào, ông Atticus vẫn đồng ý biện hộ cho Tom hết sức mình. Ông Atticus hứa sẽ làm hết khả năng để bào chữa cho Tom, vì ông có một niềm tin lớn lao vào quyền bình đẳng của tất cả mọi người. Vì chuyện đó mà lũ trẻ con ông phải chịu bao nhiêu sự phỉ báng của những đứa trẻ khác, thậm chí ngay cả khi chúng đang làm lễ Nô-en trong khu nhà Landing của gia đình Finch. Những đứa trẻ khác trêu chọc Jem và Scout về việc bố chúng, gọi ông ấy là "kẻ yêu bọn mọi đen". Scout đã nổi nóng và gây lộn để bảo vệ danh dự cho cha mình, mặc dù cha cô bé đã bảo cô không được làm thế. Bà đầu bếp Calpurnia của gia đình Finch đưa lũ trẻ đến một nhà thờ của người da đen gần đó và chúng được cộng đồng người da đen chào đón nồng hậu.
Em gái ông Atticus, cô Alexandra đến sống với gia đình Finch mùa hè năm sau. Cậu bé Dill, nhẽ ra phải sống với ông cha dượng, người chẳng bao giờ quan tâm đến cậu, trốn nhà đến Maycomb và trốn dưới gầm giường cô bé Scout. Phiên tòa xử Tom Robinson bắt đầu, và khi anh bị nhốt trong nhà lao, một đám đông định xúm vào đánh chết anh. Đêm trước khi phiên tòa diễn ra, ông Atticus phải đối đầu với đám đông. Jem, Dill và Scout trốn khỏi nhà để đến chỗ ông, rồi dù ông Atticus nói gì, chúng cũng không chịu bỏ đi. Cô bé Scout nhận ra một người đàn ông trong đám đông là Walter Cunningham, cha một bạn học với cô. Cô lễ phép chất vấn ông ta về đứa con trai ông ta, làm ông xấu hổ đến mức phải giải tán đám đông.
Tại phiên tòa, lũ trẻ ngồi trên một "ban công dành cho người da màu" với những người dân da đen của thị trấn. Ông Atticus đưa ra những bằng chứng rõ ràng, cho thấy nguyên cáo, cô Mayella và bố cô, ông Bob Ewell đã nói dối, sự thực là cô Mayella đã tìm cách mồi chài Tom Robinson và bị bắt quả tang. Vết bầm trên mặt cô Mayella là do người cha đánh khi ông ta bắt gặp cô và Tom. Người cha gọi cô là con điếm và đánh cô. Mọi người nhận thấy vết bầm ở bên má trái cô Mayella, nghĩa là người đánh cô phải thuận tay trái. Ông Bob Ewell thuận tay trái, trong khi Tom thì lại bị tật ở tay trái. Mặc dù vậy, bất chấp mọi chứng cứ đều chỉ ra rằng Tom vô tội, bồi thẩm đoàn gồm toàn người da trắng vẫn kết tội anh. Anh Tom tội nghiệp tìm cách chạy trốn khỏi nhà tù nên bị bắn chết. Sau phiên tòa, niềm tin vào công lý của Jem bị lung lay dữ dội vì bản án quá bất công, cậu trở nên chán nản, nghi ngờ, vì rõ ràng Tom bị bồi thẩm đoàn kết án chỉ vì anh là người da đen.
Dù tòa đã tuyên án, Bob Ewell vẫn tức tối vì cho rằng ông Atticus và vị thẩm phán đã cười vào mũi ông ta nên ông ta thề sẽ rửa hận. Ông ta đe dọa người vợ góa của Tom, tìm cách đột nhập vào nhà ông thẩm phán, nhổ vào mặt ông Atticus ở giữa đường, rồi đánh Jem và Scout khi chúng đang trên đường về nhà từ đám rước Halloween ở trường. Sau một cuộc vật lộn ngắn ngủi trong bóng tối, Jem bị gãy tay, Bob thì biến mất, còn Jem và Scout được một người không quen biết tìm thấy và đưa chúng về nhà. Khi đó chúng mới nhận ra người đó chính là Boo Radley. Viên cảnh sát trưởng cũng đến và cho biết Bob Ewell đã bị chết do bị dao đâm vào bụng. Ban đầu ông Atticus ngờ rằng chính Jem đã đâm chết Bob, nhưng ông cảnh sát trưởng thì nhất định cho là Bob bị vấp vào gốc cây và ngã vào con dao của chính hắn mà chết. Mọi người đều đoán là chính Boo đã can thiệp vào cuộc xô xát và giết Ewell để bảo vệ lũ trẻ. Khác với điều ông Atticus nghĩ, viên cảnh sát trưởng muốn bảo vệ Boo và không muốn dân chúng phá vỡ cuộc sống ẩn dật của anh. Khi ông Atticus hỏi Scout xem cô bé nghĩ thế nào về cách giải quyết vụ việc này, cô bé trả lời, nếu không làm như vậy thì chẳng khác gì "giết con chim nhại" (vì Boo chẳng làm hại gì lũ trẻ, mà chỉ bảo vệ chúng thôi). Sau đó, Boo yêu cầu Scout đưa anh về nhà. Khi đến hiên nhà Radley, Scout nhớ lại những việc đã xảy ra, cảm thấy rất hối hận là cô và Jem không bao giờ tỏ ra thân thiện với Boo, không bao giờ đáp lại những món quà mà Boo đã tặng cho lũ trẻ.
Dọc đường về nhà, cô hồi tưởng lại tất cả những sự kiện diễn ra trong vòng 2, 3 năm trở lại. Cô bé trở về nhà với ông Atticus và Jem, khi đó đã tĩnh tâm trở lại. Sau khi nghe ông Atticus đọc truyện "Bóng ma màu xám", cô bé nhận xét với ông Atticus là nhân vật chính trong câu truyện hóa ra là một người tốt, ông Atticus tạm biệt cô bằng câu nói: "Phần lớn mọi người đều tốt cả, con ạ, chỉ có điều con chưa nhận ra đấy thôi".

## Tác giả, tác phẩm
Harper Lee sinh năm 1926 và lớn lên ở Monroeville, Alabama, nơi bà trở thành bạn thân của Truman Capote, một nhà văn nổi tiếng. Bà học trường Huntingdon College ở Montgomery trong các năm 1944-45 và sau đó theo học luật tại Đại học Alabama (1945–49). Khi còn là sinh viên bà đã tham gia viết cho các tạp chí văn học trong trường như là báo Huntress ở Huntingdon và tạp chí hài Rammer Jammer ở Đại học Alabama. Bà viết truyện ngắn và các tác phẩm khác về vấn đề ít được bàn luận ở trường học thời bấy giờ là kỳ thị chủng tộc. Năm 1950, bà đến ở thành phố New York và làm việc cho tập đoàn hàng không British Overseas dưới vai trò thư ký. Chính ở đây bà bắt đầu viết các tiểu luận và truyện ngắn về con người ở Monroeville. Bà gởi một tác phẩm đến một tổ chức văn học nhờ sự giới thiệu của Capote với mong muốn được xuất bản. Tổng biên tập tại J. B. Lippincott khuyên bà nên nghỉ việc ở công ty hàng không để tập trung vào nghiệp văn chương. Nhờ sự giúp đỡ của bạn bè, bà dành một năm để tập trung viết sách.
Bà bỏ ra hai năm rưỡi để viết tiểu thuyết Giết Con Chim Nhại. Cuốn sách được xuất bản ngày 11 tháng 7 năm 1960. Lúc đầu được đặt tên là Atticus nhưng sau đó bà Lee đã đổi lại để cho thấy một câu chuyện vượt qua khuôn khổ chân dung về một nhân vật. Nhóm biên tập ở Lippincott nói với bà rằng có thể chỉ bán được vài ngàn cuốn. Năm 1964, bà Lee nhớ lại "Tôi không hy vọng tiểu thuyết sẽ thành công... Tôi lo rằng nó sẽ bị chết yểu bởi những nhà phê bình, nhưng đồng thời tôi mong rằng ai đó sẽ thích nó để tôi có được sự khích lệ. Khích lệ từ độc giả. Chỉ là hy vọng nhỏ nhoi thôi, như tôi đã nói, nhưng thành công lại rất lớn, và trong chừng mực nào đó thì điều này cũng đáng sợ như là cái chết yểu". Thay vì bị "chết yểu", Reader's Digest Condensed Books đã in lại cuốn sách dưới dạng từng phần, góp phần làm cho nó được nhiều người đọc hơn. Cuốn sách được tái bản thường xuyên kể từ lần xuất bản đầu tiên.

### Cốt truyện
Cuốn tiểu thuyết kể về câu chuyện của hai đứa trẻ ở lứa tuổi mới lớn, Jean Louise "Scout" Finch và Jeremy Atticus "Jem" Finch, sinh trưởng ở thị trấn nhỏ Maycomb, Alabama, nằm sâu trong miền nam nước Mỹ trong thập niên 1930. Chuyện xảy ra trong vòng 3 năm, được kể lại bởi người em. Trong truyện, cha của hai đứa trẻ, luật sư Atticus Finch được chỉ định để bào chữa một người da đen tên là Tom Robinson, bị buộc tội cưỡng hiếp một cô gái da trắng tên là Mayella Ewell.

### Giải thích tên tác phẩm
Sau khi tặng quà Giáng sinh cho hai anh em Jem và Scout là mấy khẩu súng hơi, ông Atticus dặn lũ trẻ là mặc dù chúng có thể "bắn bao nhiêu chim giẻ cùi xanh tùy thích", chúng phải nhớ "giết hại chim nhại là tội ác". Sau này cô Maudie Atkinson, hàng xóm của lũ trẻ, giải thích đó là vì chim nhại không bao giờ làm điều gì có hại, nó mang lại niềm vui bằng tiếng hót của chúng: "nó chẳng làm điều gì khác ngoài việc hót cho chúng ta nghe từ tận đáy tim của nó". Con chim nhại (mockingbird) được dùng lặp đi lặp lại như một hình tượng của nạn nhân và sự trong trắng trong suốt tác phẩm. Nó là biểu tượng của sự trong trắng và cái đẹp chống lại chủ nghĩa phân biệt chủng tộc và lòng hận thù.

### Yếu tố tự truyện
Bà Lee nói Giết Con Chim Nhại không phải là cuốn tự truyện mà là một minh chứng cho thấy nhà văn "nên viết về những gì họ biết và viết đúng sự thật". Dù vậy, nhiều người và sự kiện từ thời thơ ấu của bà song trùng với những quan sát của nhân vật Scout trong truyện. Cha của bà Lee, Amasa Coleman Lee, là một luật sư giống như nhân vật Atticus Finch. Vào năm 1919, ông bảo vệ cho hai bị cáo người da đen bị nghi ngờ giết người. Hai người này sau đó bị buộc tội, bị treo cổ và bị bôi nhọ; ông không tham gia vào vụ án nào nữa. Cha của bà Lee cũng biên tập và xuất bản tờ Monroeville. Mặc dù bảo thủ hơn Atticus về vấn đề chủng tộc, sau này ông đã trở nên cấp tiến hơn về điều này. Mẹ của Scout mất khi cô còn bé, còn mẹ của bà Lee mất khi bà 25 tuổi vì bị bệnh liên quan đến thần kinh. Bà Lee có người anh trai Edwin - cũng như Jem - hơn em gái mình bốn tuổi. Giống với tiểu thuyết, nhà bà Lee có một quản gia da đen hàng ngày đến chăm sóc cho gia đình.
Nhân vật Dill xây dựng trên người bạn thời thơ ấu của bà Lee là Truman Capote, được biết như là Truman Persons. Capote sống cạnh nhà Lee với dì khi mẹ đi New York giống như Dill sống cạnh nhà Scout trong mùa hè. Capote và Dill đều có trí tưởng tượng và có thể nghĩ ra những câu chuyện ly kỳ. Cả hai đều có đặc điểm chung: rất thích đọc truyện. Lúc nhỏ Lee có tính như con trai và dễ nổi nóng đánh nhau, còn Capote thì hài hước với vốn từ phong phú của mình. Lee và Capote nghĩ ra các câu chuyện và diễn kịch. Họ trở thành bạn tốt của nhau vì cả hai cảm thấy bị xa cách bởi những bạn đồng trang lứa; Capote gọi hai người là "những người tách biệt". Năm 1960, Capote và Lee cùng nhau đến Kansas để điều tra một loạt vụ giết người để làm chất liệu cho tác phẩm In Cold Blood của ông.
Phía dưới đường của gia đình Lee là một ngôi nhà luôn kín cửa; như là nhà của gia đình Radleys trong truyện. Người con trai trong gia đình dính đến rắc rối pháp lý và bị người cha giữ trong nhà suốt 24 năm để tránh bị xấu hổ. Anh bị giam hãm như thế cho đến khi bị quên lãng và chết vào năm 1952.
Sự liên hệ nhân vật Tom Robinson với thực tế không rõ ràng như các nhân vật khác. Nhiều người đoán rằng nhân vật này được xây dựng từ một vài hình mẫu. Khi Lee lên 10, một người phụ nữ da trắng gần Monroeville tố cáo một thanh niên da đen tên Walter Lett hãm hiếp cô. Câu chuyện và vụ án được cha cô tường thuật lại trên báo của ông. Lett bị buộc tội với mức án tử hình. Mức án giảm xuống còn chung thân sau khi có nhiều bức thư gởi đến tòa nói rằng Lett bị kết án oan. Anh bị chết trong tù vì lao phổi vào năm 1937. Nhiều người cũng tin rằng sự kiện ảnh hưởng bởi vụ tai tiếng Scottsboro Boys, khi mà chín đàn ông da đen bị buộc tội cưỡng hiếp hai người phụ nữ da trắng dựa trên các chứng cứ hết sức mơ hồ. Năm 2005, bà Lee nói rằng bà đã dựa trên những sự kiện khác ít được biết hơn, mặc dù vụ Scottsboro cũng cho thấy định kiến màu da của miền Nam. Nhân vật Tom Robinson còn được cho là dựa trên thiếu niên Emmett Till bị giết vì tán tỉnh một người đàn bà da trắng; vụ việc đã xúc tác cho phong trào đấu tranh dân quyền về sau.

### Phong cách
Các nhà phê bình và đánh giá truyện đều lưu ý đến một trong những yếu tố đặc sắc nhất trong phong cách của tác giả Harper Lee là tài năng kể chuyện của bà, từng được khen ngợi là "tài năng hiển nhiên". Sau đó, một nhà nghiên cứu đã viết: "Harper Lee có một tài năng kể chuyện tuyệt vời. Nghệ thuật của bà là khơi dậy thị giác, cùng với các hình ảnh lưu loát và tinh tế, chúng ta được thấy một cảnh này tan vào trong cảnh khác mà không có những khớp nối chuyển cảnh." Bà Lee đã hòa quyện giọng kể chuyện của một đứa bé quan sát xung quanh mình với sự phản ánh thời thơ ấu của một phụ nữ trưởng thành, bằng cách sử dụng sự nhập nhằng của giọng kể này kết hợp với kĩ thuật tường thuật thông qua hồi tưởng về nhiều viễn cảnh rắc rối. Phương pháp tường thuật này cho phép tác giả kể một câu chuyện dễ gây lầm lẫn mà hòa trộn trong đó sự đơn giản của việc quan sát từ một đứa trẻ, với những tình huống của người lớn, được phức tạp hóa bởi những động cơ thúc đẩy bên trong và các truyền thống không thể bác bỏ được. Tuy nhiên, đôi khi sự hòa trộn đủ ảnh hưởng để khiến các nhà phê bình nghi vấn về vốn từ vựng siêu phàm và hiểu biết sâu sắc của nhân vật Scout. Cả Harding LeMay và nhà tiểu thuyết, phê bình văn học Granville Hicks đã diễn tả nghi ngờ rằng các đứa trẻ được bảo bọc như Scout và Jem sao có thể hiểu được sự phức tạp và đáng sợ trong phiên toà phán quyết cuộc đời của Tom Robinson.
Viết về phong cách và cách sử dụng tính hài hước trong câu chuyện bi thương của tác giả Lee, nhà nghiên cứu Jacqueline Tavernier-Courbin đã nói: "Tiếng cười… bộc lộ sự huỷ hoại bên dưới bề mặt đẹp đẽ, nhưng cũng bằng cách hạ phẩm giá nó; người ta khó có thể bị kiểm soát bởi những gì mà họ có thể cười vào." Vai trò của Scout là một cô bé hay đánh lại tụi con trai, ghét mặc váy và nói những từ xấu chỉ vì có vẻ vui, nhưng Tavernier-Courbin đã lưu ý rằng Lee đã sử dụng cách nói nhại, trào phúng và mỉa mai để đề cập đến những vấn đề phức tạp, đặc biệt thông qua ánh nhìn của một đứa trẻ. Sau khi cậu bé Dill hứa sẽ cưới Scout, rồi dành quá nhiều thời gian ở cùng Jem, cô bé đã suy ra cách tốt nhất để khiến cậu bé chú ý vào mình là đánh cậu ta, điều mà cô bé đã làm nhiều lần. Lee dùng giọng văn trào phúng để miêu tả ngày đầu tiên đến trường của Scout, một trải nghiệm khó chịu. Cô giáo bảo cô bé phải loại bỏ những điều gây hại mà bố Atticus đã dạy cô đọc và viết, cùng với việc cấm Atticus dạy cô thêm gì nữa. Scout cố gắng nói chuyện với thân chủ của ông Atticus, ông Cunningham, về việc cô bé hiểu về việc thừa kế theo thứ tự của ông, sau khi ông ta đến định tấn công Tom Robinson. Tuy nhiên, Lee đã giải quyết những tình huống nghiêm túc với tính hài hước mỉa mai, khi Jem và Scout tìm cách hiểu làm thế nào Maycomb vẫn còn phân biệt chủng tộc và vẫn cố gắng giữ lấy một xã hội ngay thẳng. Giọng văn trào phúng và châm biếm được dùng trong những trường hợp này được Tavernier-Courbin cho là lời giải thích cho tựa đề của quyển sách: Nhà văn Lee đang chế nhạo - đối với nền giáo dục, hệ thống tư pháp, và chính xã hội của bà thông qua việc sử dụng chúng để làm đề tài cho những bất bình đầy tính hài hước của nhà văn.
Những nhà phê bình cũng lưu ý đến những phương pháp thú vị dẫn dắt cốt truyện. Khi ông Atticus rời khỏi thị trấn, Jem đã nhốt một cậu bạn học chung giáo lý ở tầng hầm nhà thờ trong một trò chơi thử thách. Điều này đã thúc đẩy người giữ trẻ da đen Calpurnia hộ tống Scout và Jem đến nhà thờ của bà. Chuyến đi này cho phép bọn trẻ có cái nhìn vào cuộc sống cá nhân của bà, cũng như của Tom Robinson. Scout ngủ gục khi biểu diễn trong lễ Haloween và lên sân khấu chậm, làm khán giả cười ồ lên. Scout đã lúng túng và mắc cỡ đến nỗi cô bé muốn về nhà trong bộ trang phục hình bánh giăm bông của mình, và chính bộ áo này đã cứu mạng cô bé.

### Thể loại
Những nhà nghiên cứu đã xếp Giết con chim nhại vào thể loại tiểu thuyết Gothic phương Nam và bildungsroman (kể về một nhân vật chính từ tuổi thơ ấu). Hình tượng nhân vật Boo Radley kỳ lạ và gần như là siêu nhiên, cùng với căn nhà của ông, bên cạnh yếu tố bất công chủng tộc gắn liền với Tom Robinson đã tạo dựng nên cảm giác về nét Gothic trong quyển tiểu thuyết. Tác giả đã sử dụng thuật ngữ "Gothic" để miêu tả kiểu kiến trúc của nhà xử án ở Maycomb và về hành động cường điệu của Dill nói về Boo Radley. Những người ngoài cuộc cũng là nhân tố quan trọng trong thể loại này. Một nhà nghiên cứu đã chỉ ra việc tác giả đã thách thức mọi chính quyền ở Maycomb: trường học và giáo viên, hệ thống tư pháp và những tổ chức tôn giáo. Thế nhưng, Scout vẫn kính trọng bố Atticus như là một con người quyền lực trên tất cả, bởi vì ông tin rằng làm theo lương tâm là ưu tiên trên hết, thậm chí ngay khi hậu quả là sự tẩy chay của cộng đồng. Dù vậy, những nhà nghiên cứu đã tranh cãi về việc phân loại quyển sách vào tiểu thuyết Gothic phương Nam, vì Boo Radley thật ra vẫn là con người, nhân từ và quan tâm đến người khác. Hơn thế nữa, trong khi nhắm đến các đề tài như chứng nghiện rượu, tội loạn luân, hãm hiếp và bạo hành chủng tộc, tác giả Lee đã viết về thị trấn nhỏ của bà và dựa nhiều vào thực tế. Bà đã xây dựng những rắc rối của bản thân các nhân vật thành những vấn đề làm nền tảng cho tất cả mọi việc.

### Chủ đề
Dù quyển tiểu thuyết đã trở nên phổ biến, nó vẫn chưa nhận được sự quan tâm đánh giá như những tiểu thuyết Mỹ hiện đại mang tính kinh điển khác. Claudia Durst Johnson, tác giả của nhiều quyển sách và bài báo về Giết con chim nhại, đã viết vào năm 1994: "Trong suốt 33 năm từ lúc quyển sách xuất bản, chưa bao giờ nó là trung tâm bình luận, và quyển sách chỉ là chủ đề của 6 bài nghiên cứu văn học, mà nhiều bài trong đó chỉ dài khoảng vài trang." Một nhà văn khác đồng ý như thế vào năm 2003, rằng quyển sách là "một biểu tượng mà những cảm xúc nó tạo ra vẫn luôn mạnh mẽ đầy kỳ lạ bởi vì nó vẫn chưa được kiểm chứng."
Tác giả Harper Lee vẫn còn nổi tiếng, dù quyển sách đã xuất bản từ giữa thập niên 60. Tuy thế, bà đã đưa ra vài quan điểm về những chủ đề trong một lá thư hiếm hoi gửi cho người biên tập, mà bà viết để trả lời cho những phản ứng mãnh liệt đối với tác phẩm: "Chắc chắn một điều, Giết con chim nhại đã diễn đạt thành lời ý nghĩa của 2 vấn đề: danh dự và đạo đức, theo Cơ đốc giáo, mà đó là di sản của tất cả người dân miền Nam nước Mỹ."

### Cuộc sống miền Nam và bất công chủng tộc
Khi quyển sách xuất hiện, các nhà phê bình đã chú ý đến việc nó được chia thành 2 phần, có nhiều ý kiến xung quanh khả năng nối kết 2 đoạn của tác giả. Phần đầu quyển tiểu thuyết nói về sự tò mò của những đứa trẻ về Boo Radley và cảm giác an toàn, dễ chịu của khu dân cư. Các nhà phê bình nhìn chung đã bị thu hút bởi sự quan sát của Scout và Jem đối với những hàng xóm kỳ quặc của chúng. Một nhà văn đã ấn tượng với các miêu tả tinh tế của tác giả về những cư dân ở Maycomb đến nỗi ông xếp quyển sách vào thể loại chủ nghĩa địa phương miền Nam lãng mạn. Tính đa cảm này có thể được tìm thấy trong miêu tả của tác giả về hệ thống tầng lớp ở miền Nam để giải thích hành vi của gần như mọi nhân vật của quyển tiểu thuyết. Dì Alexandra của Scout đã giảng giải về những lỗi lầm và ưu điểm của các cư dân ở Maycomb dựa trên bảng phả hệ, trong khi người dẫn chuyện miêu tả chi tiết về lịch sử nhà Finch và lịch sử của thị trấn Maycomb. Chủ đề địa phương này được phản ánh xa hơn trong sự bất lực rõ ràng của Mayella Ewell trong việc thừa nhận các hành độ của cô đối với Tom Robinson, và định nghĩa của Atticus về "người tốt" là những người có ý thức tốt, làm mọi thứ tốt nhất có thể với những gì họ có. Miền Nam nước Mỹ, bản thân vùng đó với những truyền thống và sự kiêng kỵ, dường như đã gây ảnh hưởng đến cốt truyện nhiều hơn cả các nhân vật.
Phần thứ hai của quyển sách kể về điều mà nhà phê bình sách Harding Lemy gọi là "nỗi ô nhục gặm mòn tinh thần của những người da trắng miền Nam đã được khai sáng trong vấn đề đối xử với người da đen". Trong những năm sau khi xuất bản, nhiều nhà phê bình đã xem Giết con chim nhại là một tiểu thuyết chủ yếu về các mối quan hệ chủng tộc. Claudia Durst Johnson đã nghĩ quyển sách "dễ dàng nhận thấy" là được dựng nên bởi 2 yếu tố liên quan tới chủng tộc ở Alabama: Sự việc Rosa Parks từ chối không ngồi ở phía sau xe buýt – làm nổi lên chiến dịch Montogmery Bus Boycott năm 1955, và cuộc nổi loạn năm 1956 ở đại học Alabama sau khi Autherine Lucy và Polly Myers được nhận vào học (Myers sau cùng đã rút đơn xin học và Lucy thì bị đuổi). Khi viết về ngữ cảnh lịch sử trong quyển tiểu thuyết, hai nhà nghiên cứu văn học khác đã nói: "Giết con chim nhại đã được viết và xuất bản ngay giữa thời kỳ xã hội thay đổi nổi bật nhất và nhiều tranh cãi nhất ở miền Tây kể từ cuộc Nội chiến và tái thiết. Không thể tránh khỏi, dù được bắt đầu từ giữa thập niên 30, nhưng câu chuyện vẫn kể từ quan điểm của những năm 50, với các bất bình, căng thẳng và nỗi sợ do cuộc chuyển đổi gây ra." Ảnh hưởng của quyển tiểu thuyết đối với các mối quan hệ chủng tộc ở Mỹ đã được ghi nhận như một thành công, rằng quyển sách đã "xuất hiện đúng lúc để giúp cho cuộc đấu tranh của miền Nam và quốc gia về tình trạng căng thẳng chủng tộc của luật dân quyền có bước tiến triển nhanh hơn." Việc xuất bản quyển sách gần như là một bước tiến của dân quyền mà nhiều nghiên cứu về tác phẩm và tiểu sử của Harper Lee đã miêu tả về những thời khắc quan trọng trong giai đoạn này.
Nhà nghiên cứu Patrick Chura, người gợi ý Emmett Till là hình tượng xây dựng nhân vật Tom Robinson, đã liệt kê các bất công mà nhân vật Tom đã phải gánh chịu cũng giống như Till. Ông cho rằng biểu tượng của kẻ hãm hiếp da đen đã gây hại đến hình tượng của giới nữ miền Nam dễ tổn thương và thiêng liêng. Bất kỳ vi phạm nào của đàn ông da đen mà chỉ ám chỉ là có ý định quấy rối phụ nữ da trắng trong thời gian quyển sách được viết thường dẫn đến tội chết dành cho bị cáo. Phiên toà xử Tom Robinson có bồi thẩm đoàn là các nông dân da trắng, họ đã kết tội anh dù cho các bằng chứng rõ ràng là anh vô tội, và nhiều người dân da trắng có học thức và ôn hòa khác cũng ủng hộ phán quyết đó. Hơn thế nữa, nạn nhân của nạn bất công chủng tộc trong Giết con chim nhại còn bị khiếm khuyết cơ thể, điều này khiến nhân vật đó không thể phạm tội mà anh bị tố cáo. Roslyn Siegel đã kể đến Tom Robinson như một tấm gương tiêu biểu của mô típ truyện cho các nhà văn da trắng miền Nam thường kể về người da đen là "ngu ngốc, bi lụy, không có khả năng tự vệ và phụ thuộc vào phán xét của người da trắng thay vì trí khôn của mình để cứu bản thân." Dù nhân vật Tom thoát khỏi cảnh bị hành hình kiểu linsơ, anh cuối cùng bị giết trong cảnh bạo lực thái quá khi tìm cách thoát khỏi nhà tù, lúc ấy, anh bị bắn đến 17 lần.
Chủ đề bất công chủng tộc cũng xuất hiện một cách đầy hình tượng trong quyển tiểu thuyết. Điển hình như cảnh Atticus phải giết chết con chó dại, dù đó không phải là việc cuủ ông. Nhà phê bình Carolyn Jones cho rằng con chó đại diện cho thành kiến còn tồn tại ở Maycomb, và Atticus, người đã đợi trên một con đường vắng để bắn con chó, phải đấu tranh chống lại nạn phân biệt chủng tộc ở nơi đó mà không có giúp đỡ nào từ những cư dân da trắng. Ông cũng một mình đối mặt với nhóm người định hành hình Tom Robinson và một lần nữa một mình ở tòa án khi xét xử Tom. Tác giả thậm chí đã sử dụng hình ảnh ẩn dụ từ sự cố con chó dại để miêu tả một vài cảnh trong căn phòng xử án. Nhà phê bình Jones có viết: "con chó dại ở Maycomb thật ra chính là nạn phân biệt chủng tộc đã phủ nhận quyền con người của Tom Robinson. Khi Atticus kết luận vụ việc ở phiên toà, ông thật ra đã bộc lộ một cách văn hoa nỗi căm phẫn của mình đối với bồi thẩm đoàn và thị trấn."
Dù quyển tiểu thuyết chủ yếu tập trung vào chủ đề bất công chủng tộc, nhưng những nhân vật da đen trong truyện lại không được khai thác đầy đủ như các nhân vật da trắng. Những cách miêu tả khuôn đúc về những người da đen mê tín, nhân vật Calpurnia - người dường như là một phiên bản cải tiến của dạng nhân vật "nô lệ vừa ý" làm quyển sách có vẻ không chú trọng đến nhân vật da đen. Một tác giả đã khẳng định rằng việc dùng giọng kể của nhân vật Scout góp phần khiến độc giả cảm thấy dễ chịu vì được tách ra khỏi xung đột sắc tộc.
Tuy quyển tiểu thuyết nhìn chung đã tạo ra một ảnh hưởng tích cực về các mối quan hệ chủng tộc đối với độc giả da trắng, nhưng nó cũng vấp phải nhiều tiếp nhận phức tạp từ độc giả da đen. Một lời giảng về quyển tiểu thuyết in bởi tờ báo The English Journal ghi nhận: "Điều có lẽ là tuyệt vời hay đầy sức mạnh đối với một nhóm học sinh lại dường như bị một nhóm khác hạ thấp giá trị." Một nhà chuyên môn nghệ thuật ngôn ngữ người Canada thấy rằng quyển sách được các em học sinh da trắng hưởng ứng tốt, nhưng các em da màu lại thấy nó "gây nản lòng". Một học sinh đã đóng vai Calpurnia trong một vở diễn ở trường kể lại phản ứng của em như sau: "Quyển sách là từ quan điểm người da trắng, từ quan điểm của một người phân biệt chủng tộc. Bạn không tìm thấy gì nhiều ở các nhân vật Mỹ da màu; bạn không biết về nhân cách của họ rõ…. Nhưng chắc chắn có một thông điệp đằng sau nó. Tôi biết cơ bản quyển sách nói về nạn phân biệt chủng tộc nhưng đó không phải là tất cả bạn có thể cảm nhận từ nó."

#### Giai cấp
Ở buổi phỏng vấn năm 1964, tác giả Harper Lee đã kể nguyện vọng của bà là "trở thành… Jane Austen của miền Nam Alabama." Hai tác giả Austen và Lee đều thách thức vấn đề xã hội đương thời và đánh giá giá trị cá nhân thông qua địa vị xã hội. Khi Scout chọc quê người bạn nghèo cùng lớp, Walter Cunningham, ở nhà mình vào một ngày nọ, Calpurnia, người đầu bếp da đen, đã mắng và phạt cô bé. Atticus tôn trọng cách xử lý của Calpurnia và sau đó ông còn chống đối lại chị của mình, dì Alexandra đáng sợ, khi bà khăng khăng muốn đuổi Calpurnia. Nhà phê bình văn học Jean Blackall đã kể ra những ưu tiên mà hai tác giả đã cùng hướng đến, đó là "sự khẳng định trật tự xã hội, sự phụ tùng, nhã nhặn và tôn trọng mỗi cá nhân mà không dựa trên vị thế của họ."
Các nhà nghiên cứu đã chỉ rõ rằng sự tiếp cận tầng lớp và chủng tộc của tác giả còn phức tạp hơn "đổ lỗi thành kiến chủng tộc chủ yếu cho những "kẻ da trắng nghèo rác rưởi"… Tác giả đã trình bày làm thế nào vấn đề về giới tính và giai cấp góp phần làm gia tăng thành kiến, làm dập tắt những chống đối với trật tự đang tồn tại và làm phức tạp quan niệm của rất nhiều người Mỹ về nguyên nhân gây ra nạn kỳ thị chủng tộc." Việc sử dụng giọng dẫn chuyện từ tầng lớp trung lưu là biện pháp nghệ thuật khiến độc giả cảm thấy thân thuộc, dù cho họ có khác biệt về giai cấp hoặc bối cảnh văn hóa, và khơi dậy cảm giác nhớ quê hương. Độc giả hòa vào cách nhìn cuộc sống của Scout và Jem, từ đó gắn kết với các mối quan hệ với bà Dubose bảo thủ - người trước cuộc nội chiến, gia đình Ewell ở giai cấp thấp, và gia đình Cunninghams, cũng nghèo như thế nhưng lại hành xử ở nhiều cách khác, ông Dolphus Raymond tuy giàu nhưng bị tẩy chay, và bà Calpurnia cùng với nhiều người da đen khác. Những đứa trẻ tiếp thu lời răn dạy của bố Atticus rằng không được đánh giá người khác cho đến khi chúng đặt mình vào vị trí người đó, tìm thấy sự đồng cảm sâu sắc cho những động cơ và hành vi của mọi người.

#### Lòng dũng cảm và lương tri
Quyển tiểu thuyết đã được khen ngợi vì sự khai thác sâu sắc những hình thức khác nhau của lòng dũng cảm. Tính bốc đồng của Scout khi cô bé gây lộn với những đứa trẻ đã phỉ báng bố Atticus cho thấy nỗ lực của cô bé để bảo vệ cha mình. Dù vậy, Atticus mới là nhân vật nhân bản trung tâm của quyển sách. Ông đã dạy Jem một trong số những bài học quan trọng nhất của lòng dũng cảm. Trong đoạn văn kể về nguyên nhân ông bảo vệ Tom Robinson và miêu tả bà Dubose - người quyết tâm cai nghiện morphine, Atticus đã nói với Jem rằng lòng dũng cảm là "khi con biết con sẽ thất bại trước khi con bắt đầu nhưng dù vậy con vẫn bắt đầu và con theo đuổi nó tới cùng dù có chuyện gì xảy ra."
Charles Shields, người đã viết quyển tiểu sử duy nhất của Harper Lee có độ dài bằng một quyển sách, đã đưa ra nguyên nhân giúp quyển tiểu thuyết trở nên nổi tiếng và đầy ảnh hưởng là "bài học về phẩm giá con người và sự tôn trọng người khác từ quyển sách luôn là điều cơ bản." Ông Atticus đã dạy Scout: "con không bao giờ thực sự biết một người cho đến khi con ở vào địa vị của họ và cư xử theo kiểu của họ", đây là một minh họa cho lương tri của ông. Cô bé đã nghĩ về lời dạy đó khi nghe Mayella Ewell khai ở toà án. Khi Mayella tỏ ra bối rối trước câu hỏi của ông Atticus là cô có bạn hay không, Scout đã nói rằng cô ấy chắc hẳn phải cô đơn hơn cả Boo Radley. Lúc cùng Boo Radley đi về nhà ông sau khi ông cứu mạng hai đứa trẻ, Scout đã đứng ở cổng nhà Radley và suy nghĩ về những sự việc diễn ra trong 3 năm qua từ góc nhìn của ông Boo. Một tác giả đã nhận xét: "bên cạnh những bi kịch, bất công và những mất mát, quyển tiểu thuyết còn đề cao lòng dũng cảm, lương tri và sự thức tỉnh của lịch sử để nhân loại trở nên hoàn thiện hơn."

#### Vai trò giới tính
Cũng như tác giả Lee đã khám phá sự phát triển của Jem trong việc tìm hiểu về xã hội còn bất công và phân biệt chủng tộc, Scout cũng nhận ra ý nghĩa của việc là giới nữ, và nhiều nhân vật nữ trong truyện đã tác động tới sự phát triển của cô bé. Sự khác biệt chủ yếu của Scout với cha và anh mình khiến cô bé có thể miêu tả sự đa dạng và chiều sâu của các nhân vật nữ trong quyển tiểu thuyết từ góc độ là một trong số họ và là một người ngoài cuộc. Mẫu hình giới nữ chính yếu của Scout là Calpurnia và người hàng xóm, cô Maudie, cả hai người đều mạnh mẽ, độc lập và ân cần. Mayella Ewell cũng là một tác động; Scout đã quan sát cô hủy hoại một người đàn ông vô tội chỉ để giấu đi sự khao khát của chính cô dành cho ông ta. Các nhân vật nữ đã phê bình Scout về việc thiếu đi nguyện vọng trở thành một quý cô nhiều nhất cũng là những người đã ủng hộ sự phân biệt chủng tộc và có thành kiến giai cấp. Tiêu biểu như bà Dubose, bà đã la mắng Scout vì không mặc váy, và cho rằng cô bé đang phá hoại danh tiếng của dòng họ, thêm vào đó là sỉ nhục ý định bào chữa cho Tom Robinson của ông Atticus. Bằng cách cân bằng giữa ảnh hưởng từ giới nam của ông Atticus và Jem và ảnh hưởng từ giới nữ của Calpurnia và cô Maudie, một nhà nghiên cứu đã viết: "Tác giả Lee dần dần cho thấy Scout đang trở thành một người bảo vệ quyền phụ nữ ở miền Nam, cùng với việc dùng giọng kể ở ngôi thứ nhất, bà cho thấy Scout/ Jean Louis vẫn cảm thấy mâu thuẫn về chuyện là một quý cô như bà đã từng khi còn nhỏ."
Sự vắng mặt của những người mẹ và thói ngược đãi của những người cha là một chủ đề khác của quyển tiểu thuyết. Mẹ của Scout và Jem đã qua đời trước khi Scout có thể nhớ về bà. Mẹ của Mayella cũng đã chết, còn bà Radley cũng mất trước khi Boo bị giam cầm trong nhà. Ngoài ông Atticus, những người cha trong truyện đều được miêu tả là những người bẳn tính. Có thể thấy Bob Ewell đã hành hung con gái mình, ông Radley đã giam lỏng con trai mình trong nhà đến nỗi Boo chỉ còn là một bóng ma. Bob Ewell và ông Radley đại diện cho một dạng tính khí nam giới mà Atticus không hề có, và quyển sách cho thấy những người đàn ông như thế cùng với những kẻ đạo đức giả, có thành kiến giai cấp có thể làm cho xã hội lạc lối. Ông Atticus nổi bật với hình tượng duy nhất của nam giới, mà một nhà nghiên cứu đã giải thích: "Đó là công việc của những người đàn ông đích thực, những người hiện thân cho những phẩm chất nam giới truyền thống của những cá nhân anh hùng, sự anh dũng, những kiến thức không bao giờ mất đi và sự cống hiến đối với công bằng và luân lý xã hội, để tạo nên một xã hội ngay thẳng."

#### Những điều luật đã được viết và chưa được viết
Giết con chim nhại còn nổi bật bởi cách quyển sách liên tưởng đến các vấn đề pháp lý, đặc biệt ở những cảnh bên ngoài phòng xử án và đã thu hút sự chú ý của các nhà nghiên cứu pháp lý. Bà Claudia Durst Johnson đã chỉ ra thậm chí trong thế giới tuổi thơ của Scout và Jem, những vụ dàn xếp và thỏa thuận đã diễn ra bằng cách nhổ vào lòng bàn tay mỗi người và luật pháp đã được ông Atticus cùng hai con mình thảo luận rằng: việc Bob Ewell săn và đặt bẫy khi chưa tới mùa săn có đúng hay không? Nhiều quy tắc và luật pháp xã hội đã bị phá vỡ bởi những con người có mặt trong căn phòng xử án: Ông Dolphus Raymond đã bị đày ải bởi vì ông cưới một phụ nữ da đen và có những đứa con lai; Mayella Ewell bị cha mình đánh đập khi bị phát hiện đang hôn Tom Robinson; Boo Radley, từ lúc trở thành một con người không tồn tại, đã phải hứng chịu một hình phạt còn nặng hơn nhiều mà bất kì tòa án nào có thể đưa ra. Scout đã phá vỡ những quy tắc và phản ứng lại với chúng. Điển hình là cô bé không chịu mặc những bộ quần áo có diềm đăng ten, nói dì Alexandra là "người cuồng tín", cố bắt cô bé mặc những bộ quần áo đó. Nhà nghiên cứu Johnson cũng nói: "quyển tiểu thuyết là một bài nghiên cứu về cách Jem và Scout bắt đầu nhận thức được sự phức tạp của các quy tắc xã hội và làm thế nào hình thể của các mối quan hệ bị chi phối bởi các quy tắc đó đã thất bại hay là nuôi dưỡng những cư dân của các thế giới nhỏ bé đó."

#### Cái chết vô tội
Chim nhại và biểu tượng liên quan tới chúng đã xuất hiện xuyên suốt quyển tiểu thuyết. Hình tượng con chim nhại là mô típ chủ đạo cho đề tài này, lần đầu tiên xuất hiện khi ông Atticus tặng con mình một cây súng hơi vào lễ Giáng Sinh, ông cho phép chú Jack dạy chúng bắn súng. Ông đã căn dặn con mình rằng, dù chúng có thể bắn mọi con giẻ xanh mà chúng muốn, nhưng chúng phải nhớ một điều: "giết một con chim nhại là tội lỗi." Scout đã bối rối và tìm đến cô hàng xóm Maudie, người đã giải thích rằng những con chim nhại không bao giờ làm hại những sinh vật khác. Cô nói rằng chim nhại chỉ biết mang lại niềm vui qua tiếng hót, rằng "chúng không làm việc gì ngoài việc hót bằng cả trái tim cho chúng ta nghe." Nhà văn Edwin Bruell đã tóm tắt lại hình tượng này trong một bài viết vào năm 1964: "Giết con chim nhại là giết đi một thứ trong sáng và vô hại, cũng giống như Tom Robinson." Các nhà nghiên cứu đã chỉ ra tác giả thường trở về với hình tượng con chim nhại để làm bật quan điểm nhân văn trong quyển sách.
Tom Robinson là ví dụ điển hình trong nhiều người vô tội bị hủy hoại vô tình hoặc cố tình trong quyển tiểu thuyết. Tuy thế, nhà nghiên cứu Christopher Metress đã liên kết hình ảnh con chim nhại với Boo Radley như sau: "Scout thay vì muốn phá Boo cho vui (như cô bé từng làm ở đầu quyển sách qua những vở kịch sai lệch về lịch sử của ông ta) thì cô bé đã đến gặp ông như với một "con chim nhại". Điều này cho thấy cô bé có phẩm chất tốt đẹp phải được nuôi dưỡng." Đoạn cuối quyển sách cũng thể hiện ý tưởng này ở đoạn Scout liên hệ ý nghĩa câu chuyện ông Atticus đã kể cô bé nghe với Boo Radley và Tom Robinson, qua một nhân vật bị hiểu lầm: "khi cuối cùng họ thấy cậu ta, tại sao cậu ta không làm bất cứ chuyện gì trong những chuyện đó…. Bố Atticus, cậu ta thực sự dễ thương." Và ông Atticus đã đáp: "Hầu hết con người là vậy, Scout, khi cuối cùng con gặp được họ."
Quyển tiểu thuyết cho thấy sự trong sáng (và những người vô tội) bị mất đi thường xuyên đến nỗi nhà phê bình R. A. Dave cho rằng việc mọi nhân vật đã hoặc sẽ phải đối mặt với sự bại trận là điều không thể tránh khỏi, nêu lên yếu tố bi kịch cổ điển của quyển sách. Khi khai thác cách mỗi nhân vật giải quyết với thất bại của bản thân mình, tác giả đã xây dựng một khuôn mẫu để đánh giá nhân vật nào là tốt hay là xấu. Bà đã dẫn dắt người đọc qua những đánh giá đó, xen kẽ giữa sự ngưỡng mộ và châm biếm. Giọng văn châm biếm thể hiện qua nhân vật Scout khi cô bé quan sát cuộc họp của Hội truyền giáo, mà các thành viên Hội đã nhạo báng cô bé, "cho thấy một thái độ thiển cận, phân biệt đối với chủng tộc khác" trong khi trưng ra một bề ngoài "lịch thiệp, mộ đạo và đạo mạo." Ngược lại, khi ông Atticus thua vụ kiện Tom, ông là người cuối cùng rời phòng xử án, trừ hai đứa con ông và những người da đen đến tham dự ngồi ở ban công cho người da màu, tất cả họ đã đứng lên trong im lặng khi ông đi bên dưới để thể hiện sự kính trọng đối với nỗ lực của ông.

## Bản dịch tiếng Việt
Tác phẩm lần đầu tiên được dịch ra tiếng Việt bởi Lương Minh Tâm và Phương Hiên, với nhan đề Giết chết một con chim mốc-kinh, do Nhà xuất bản Lao động xuất bản năm 1973 in tại nhà máy in Thống Nhất, khổ sách 12x19 cm. Tuy nhiên bản dịch này không đầy đủ so với bản gốc.
To Kill a Mockingbird còn được Huỳnh Kim Oanh và Phạm Viêm Phương dịch với nhan đề tiếng Việt Giết con chim nhại, Nhà xuất bản Văn học và công ty Nhã Nam liên kết xuất bản, tháng 9 năm 2008.